# 49-й стрелковый корпус (РККА)
49-й стрелковый корпус (49-й ск) — воинское соединение в РККА Вооружённых Сил СССР.

## История
Корпус был образован в августе-сентябре 1939 года в Киевском Особом военном округе (далее КОВО).
Корпус принимал участие в военном походе Красной Армии в восточные районы Польши — Западную Украину. 17 — 28 сентября 1939 года корпус входил в состав Действующей армии, находился в резерве Украинского фронта (далее УФ). 2 октября корпус уже входил в состав 12-й армии.
В июне — июле 1940 года корпус принимал участие в военном походе Красной Армии в Румынию — Северную Буковину. Корпус был в составе 5-й армии Южного фронта (далее ЮФ).
В июле 1940 года управление 5-й армии расформировано. Управление корпуса передало свои дивизии и убыло в г. Львов. Управление корпуса и корпусные части пошли на формирование управления корпуса и корпусных частей 4-го механизированного корпуса. Формирование 4-го мк проводилось в г. Львове.

## Полное название
49-й стрелковый корпус

## Подчинение
- Киевский Особый военный округ (август — 16 сентября 1939).
- Резерв Украинского фронта (16 сентября — 2 октябрь 1939).
- 12-я армия Украинского фронта (2 октября 1939).
- Киевский Особый военный округ (октябрь 1939 —).
- 5-я армия Южного фронта (20 июня — 10 июля 1940).

## Состав
На 2.10.1939 г.:
- Управление корпуса.
- Корпусные части.
- 23-я стрелковая дивизия.
- 62-я Туркестанская стрелковая дивизия.

На 28.06.1940 г.:
- Управление корпуса.[2]
- Корпусные части.[2]
- 44-я стрелковая дивизия.[2]
- 80-я стрелковая дивизия.[2]
- 135-я стрелковая дивизия.[2]
- 36-я легкотанковая бригада.[2]
- 49-я легкотанковая бригада.[2]
- 137-й артиллерийский полк.[2]
- 331-й артиллерийский полк.[2]
- 34-й артиллерийский дивизион РГК.[2]

На 10 июля 1940 г.:
- Управление корпуса.
- Корпусные части:
  - 269-й отдельный зенитно-артиллерийский дивизион.[3]

## Боевая деятельность
1939 год
В августе началась история корпуса КОВО.
17 сентября начался военный поход Красной Армии в восточные районы Польши — Западную Украину. 49-й ск вошёл в состав Украинского фронта и находился в резерве. В Действующей армии корпус находился с 17 по 28 сентября.
К началу октября Украинский фронт получил усиление войсками из внутренних округов. 2 октября 49-й ск входил в состав 12-й армии.
Состав корпуса:
- Управление корпуса.
- Корпусные части.
- 23-я стрелковая дивизия.
- 62-я Туркестанская стрелковая дивизия.

1940 год
4 апреля корпус входил в состав КОВО.,
В июне — июле 1940 года корпус принимал участие в военном походе Красной Армии в Румынию — Северную Буковину. Корпус был в составе 5-й армии Южного фронта (далее ЮФ).
После 10 июня управление корпуса с корпусными частями должно было прибыть в Дунаевцы к утру 12 июня. Марш корпус должен был совершать с маскировкой и по ночам.
27 июня к вечеру почти все войска фронта были развёрнуты в соответствии с планом. 5-я армия развернулась на Волыни. Штаб армии в Дунаевцы Командующим войсками армии назначен генерал-лейтенант В. Ф. Герасименко (на время операции). Состав армии: 36-й и 49-й стрелковые корпуса.
Управление корпуса и корпусные части были выделены на формирование управления и корпусных частей 4-го механизированного корпуса Формирование управления с корпусными частями началось в июле 1940 года в городе Львове. 269-й озад корпуса был переформирован в 8-й озад 8-й тд. 10-я танковая дивизия формировалась в городе Злочев (Золочев). 8-я танковая дивизия формировалась в районе Карлув, Снятын и закончила формирование к 15 июля 1940 года. 53-й и 146-й кавалерийские полки 16-й кавалерийской дивизии стали основой 3-го мотоциклетного полка. 24-я легкотанковая бригада стала основой 8-й танковой дивизии. Управление бригады стало основой управления дивизии. На формирование танковых полков дивизии были обращены танковые батальоны 24-й лтбр и 51-й и 54-й танковые батальоны 10-й тяжёлой танковой бригады. 8-й гаубичный артиллерийский полк формировался из 220-го гап 7-й сд. 11-й мотострелковый полк формировался из 608-го сп 146-й сд. В 8-й озад был переформирован 269-й озад 49-го ск.

## Начальники штаба
- полковник Данилов, Алексей Ильич (1939, 1940)